# نيكولا كوفاتشيفيتش
نيكولا كوفاتشيفيتش هو لاعب كرة قدم صربي في مركز الدفاع، ولد في 14 أبريل 1994 في كراغوييفاتس في صربيا. لعب مع نادي فويفودينا.

## وصلات خارجية
- نيكولا كوفاتشيفيتش على موقع قاعدة بيانات كرة القدم.إي يو (الإنجليزية)
- نيكولا كوفاتشيفيتش على موقع Soccerway.com (الإنجليزية)